# Mitracarpus brasiliensis
Mitracarpus brasiliensis là một loài thực vật có hoa trong họ Thiến thảo. Loài này được M.L.Porto & J.L.Wächt. mô tả khoa học đầu tiên năm 1977.